# Богузокова, Лёля Магометовна
Лёля Магометовна Богузокова (1922, аул Лакшукай, Юг России, ныне Республика Адыгея — 1951, Москва, РСФСР) — стрелок-радистка штурмовика «Ил-2» 3-й авиационной эскадрильи 765-го штурмового авиационного Варшавского ордена Суворова полка. Первая лётчица-адыгейка.

## Биография
Лёля Богузокова родилась в ауле Лакшукай. Окончив семилетнюю школу в ауле Хатукай, поступила в Адыгейское педагогическое училище. После училища Лёля поступила в Адыгейский педагогический институт в Майкопе. Поучившись в нём, Богузокова поехала работать учителем в Чечено-Ингушскую республику. В мае 1942 г. была назначена директором Ново-Атагинской школы. В августе 1942 г. — эвакуирована. 

В 1943 г. ушла добровольцем на фронт, воевала вплоть до Победы. 

После войны Богузокова окончила педагогический институт и стала преподавать русский язык и литературу в Москве. 

В сентябре 1951 г. Лёля Магометовна Богузокова умерла от лейкемии. Первую адыгейку-авиатора похоронили в Хатукае — ауле матери. На могиле установлен обелиск. 

Сын Игорь и внук пошли по стопам родителей-лётчиков.
Игорь Ликаренко (1945—2008) окончил Киевское высшее военное авиационное инженерное училище, жил и работал в Киеве, поступил в авиационную академию, стал инженером, полковником… у Игоря Петровича три сына: Андрей, Максим и Антон. Антон окончил Киевский авиационный университет (КИИГА) и КИМО, Максим окончил Киевский экономический университет (КИНХ), Андрей окончил Иркутское высшее военное авиационное училище .

## Боевой путь
Лёля Богузокова писала рапорт за рапортом, просилась в военную авиацию. В 1943 г. её просьба была удовлетворена. Она была зачислена в военную авиацию, и ей разрешили летать в качестве стрелка-радистки. 

Её боевой путь начался на Северо-Кавказском фронте, а последний боевой удар экипаж штурмовика «Ил-2» с бортовым номером «36» нанёс по Берлину. 
 С ноября 1943 года Леля Богузокова начала принимать участие в боевых вылетах в составе 765-го штурмового авиационного Варшавского полка.
Л. Богузокова вышла замуж за Петра Павловича Ликаренко, в экипаж к которому она попала. После свадьбы супруги написали на борту самолёта клятву: «От Москвы до Берлина». 

В истории штурмовой авиации это был первый случай, когда муж и жена летали вместе на одном самолёте. 

Когда супруги брали Берлин, с ними уже был их будущий сын Игорь — Лёля Богузокова была беременна. 

За мужество и героизм, проявленные в боях против гитлеровских захватчиков, летчик-стрелок Лёля Магометовна Богузокова, совершившая 59 боевых вылетов, имеет 9 благодарностей Верховного главнокомандующего И. В. Сталина. 

В наградном листе командир штурмового авиаполка подполковник В. Г. Заноздра писал о Богузоковой: «За 30 успешных боевых вылетов награждена медалью „За отвагу“ и орденом Красной Звезды. За проведённые 20 успешных боевых вылетов и 5 воздушных боев с истребителями противника и проявленные при этом мужестве и отвагу представляется к третьей правительственной награде — ордену Красного Знамени».

## Награды
- Орден Отечественной войны II степени (10.05.1945)[3]
- Орден Красной Звезды (12.04.1945)[4]
- Медаль «За отвагу» (11.12.1943)[5]
- Медаль «За оборону Кавказа»[6]
- Медаль «За освобождение Варшавы»
- Медаль «За победу над Германией в Великой Отечественной войне 1941—1945 гг.»
- 9 благодарностей Верховного главнокомандующего И. В. Сталина

## Память

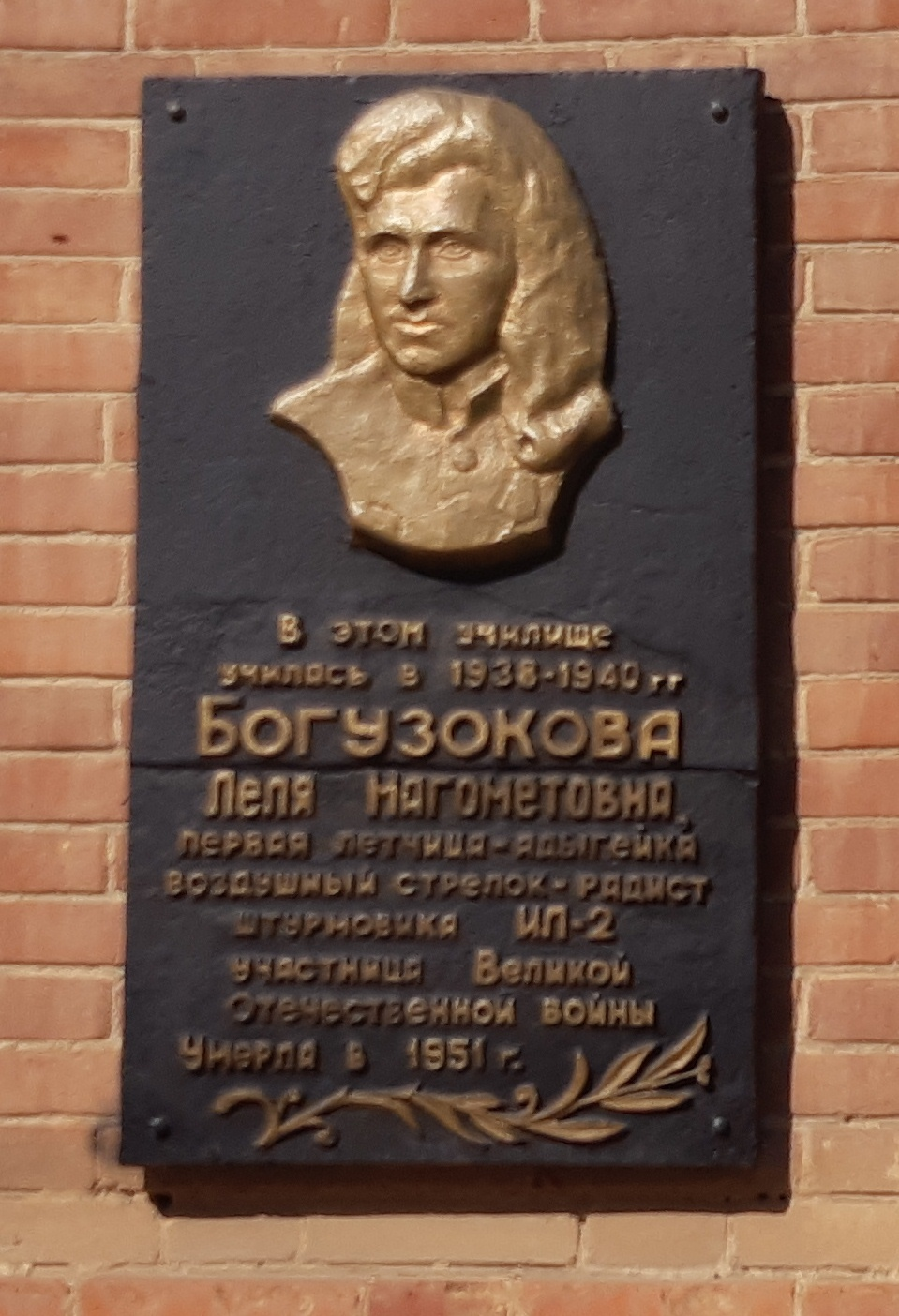
Мемориальная доска Л. М. Богузоковой на педколледже

- В Адыгейского педагогического колледжа в Майкопе на стене установленa мемориальная доска[7].
  -     - В педколледже учреждена именная стипендия Л. М. Богузоковой[8].
- Именем Богузоковой названа улица в Адыгейске
- Имя Богузоковой носит переулок в ауле Хатукай Красногвардейского района Республики Адыгея